# Paulo César Carpegiani
Paulo César Carpegiani (Erechim, 7 de fevereiro de 1949) é um ex-treinador e ex-futebolista brasileiro que atuava como volante.
Como jogador, atuou por Internacional e Flamengo, além da Seleção Brasileira. Como treinador, destacou-se ao comandar o Flamengo na série multicampeã de 1981 e 1982 e, mais tarde na Seleção Paraguaia durante a Copa do Mundo FIFA de 1998.
Considerado ídolo do Internacional, Carpegiani participou do bicampeonato brasileiro, em 1975 e 1976, e do octacampeonato gaúcho que o clube conquistou entre os anos 60 e 70. Ao lado de Falcão e Caçapava, formou nesse período um trio de meio-campo que entrou para a história do futebol brasileiro.
No Flamengo, sua incorporação a um elenco jovem e promissor — onde já figuravam estrelas como Zico e Júnior —, juntamente com a do goleiro Raul Plassmann, é considerada um marco na afirmação da equipe que, com ele no meio-campo e a braçadeira de capitão, conquistaria o tricampeonato carioca (1978, 1979 Especial e 1979 Regular), além do primeiro Campeonato Brasileiro do clube (1980).
Por alguns anos, foi um dos proprietários do RS Futebol Clube (atual Pedrabranca), função que abandonou em 2007 para retomar a carreira de treinador. O grande destaque do clube até hoje foi ter revelado o zagueiro Thiago Silva, titular da Seleção Brasileira nas Copas do Mundo de 2014, 2018 e 2022.

## Carreira como jogador

### Internacional
Nascido no nordeste do Estado, Paulo César estava sendo esperado no Grêmio quando o carro que o levava enguiçou na estrada. Carpegiani voltou para sua cidade e não falou mais com os dirigentes tricolores. Dois dias depois, uma segunda-feira, pegou o ônibus em Erechim rumo à capital. Pegou um táxi, mas se enganou de roteiro e foi parar no Estádio dos Eucaliptos, onde permaneceu.
Conhecido no Inter como Paulo César, começou a jogar na equipe principal em 1970. Adotou o nome Carpegiani na Copa de 1974, para não haver confusão com o outro famoso Paulo Cézar, o Caju. Como não tinha vaga no meio, jogou de volante. Foi titular do time até 1976, sempre como um dos principais jogadores do time.
Ao lado de Falcão e Caçapava, formou no Internacional um trio de meio-campo que entrou para a história do futebol brasileiro. Carpegiani participou de sete dos oito títulos do Campeonato Gaúcho que o Inter faturou de 1969 a 1976. Além disso, foi bicampeão brasileiro nos anos de 1975 e 1976. Uma de suas melhores partidas pelo Internacional foi a vitória por 2 a 0, em pleno Maracanã, pelas semifinais do Campeonato Brasileiro de 1975, sobre o Fluminense, que até então era conhecido como A Máquina Tricolor.

### Flamengo
No dia 7 de março de 1977, foi anunciada a venda de Paulo César por 5,7 milhões de cruzeiros para o Flamengo, ficando ao lado de Júnior, Zico, Adílio e Andrade, conquistando o Campeonato Carioca de 1978, o primeiro campeonato do estado do Rio de Janeiro (chamado Campeonato Carioca Especial de 1979), o Campeonato Carioca Regular de 1979 e o Campeonato Brasileiro de 1980.
Uma lesão no joelho o obrigou a encerrar a carreira. Carpegiani já havia feito uma operação no menisco em 1975, e não conseguiu jogar mais após os 31 anos. No total pelo rubro-negro, o volante realizou 223 jogos, com 136 vitórias, 57 empates e 30 derrotas; marcou 12 gols.

### Seleção Brasileira
Substituindo Clodoaldo, Carpegiani foi titular do Brasil na Copa do Mundo de 1974, realizada na Alemanha Ocidental.

### Estilo de jogo
Inicialmente um meia armador, consagrou-se como um segundo volante que saía pro jogo. Possuía dribles curtos e objetivos, bom poder de marcação e, principalmente, um passe longo de altíssima precisão.

## Carreira como treinador

### Flamengo
Em 1981, aposentado como atleta, começou a carreira de técnico. Na final da Copa Libertadores da América daquele ano, conquistada após o Flamengo vencer o Cobreloa, Carpegiani foi muito criticado por admitir que havia mandado o atacante Anselmo entrar em campo apenas para dar um soco no zagueiro do time adversário, o chileno Mario Soto. No entanto, quem acabou entrando em campo foi o atacante Chiquinho.

### Seleção Paraguaia
No comando da Seleção Paraguaia, montou um time que ganhou respeito, principalmente pelo setor defensivo, que contava com o goleiro José Luis Chilavert, o lateral-direito Francisco Arce (que atuou por Grêmio e Palmeiras) e uma dupla de zaga com Celso Ayala e Carlos Gamarra. Este último no auge da forma, não cometeu uma falta sequer na Copa do Mundo FIFA de 1998, algo excepcional para um zagueiro. O Paraguai chegou até às oitavas de final, perdendo para a campeã daquela edição, a França.

### São Paulo
A boa campanha com o Paraguai o credenciou a assumir como técnico do São Paulo no ano de 1999. No entanto, a passagem não foi muito bem sucedida pelo clube e acabou marcada pelo afastamento do goleiro reserva Roger, devido ao fato dele ter posado nu para uma revista.

### Retorno ao Flamengo
No ano de 2000, dezenove anos após a conquista da Copa Intercontinental de 1981, Paulo César Carpegiani assumiu mais uma vez o comando do Flamengo. Uma campanha pautada na regularidade fez do time rubro-negro finalista da Taça Guanabara de 2000, contra o rival Vasco da Gama. No entanto, o time de São Januário contava com o recém-egresso do clube, Romário e o time de Paulo César, havia perdido de última hora a sua estrela principal, o polivalente Athirson.
O resultado daquele jogo foi desastroso, o Flamengo perdeu por cinco tentos á um, e Carpegiani foi responsabilizado pela escalação do zagueiro Fabão em lugar de Athirson. Com isso, a continuidade do trabalho de Carpegiani foi comprometida e o técnico foi demitido pela diretoria da gestão Edmundo dos Santos Silva.

### Trabalhos posteriores
Nos anos seguintes, passou ainda por Atlético Paranaense e Cruzeiro, além de ter treinado também a modesta Seleção do Kuwait entre 2003 e 2004.

### Corinthians
Carpegiani não exercia a função de treinador no futebol brasileiro desde 2001, quando passou pelo Cruzeiro, quando retomou a carreira de treinador, substituindo Emerson Leão no comando do Corinthians, em 2007. Carpegiani assumiu a equipe num momento em que o clube passava por uma grave crise política, que culminou no afastamento do então presidente Alberto Dualib, acusado de diversos crimes. Após 23 jogos e apenas seis vitórias no comando do clube paulista, Carpegiani foi demitido por maus resultados, deixando o Corinthians em 13º no Campeonato Brasileiro. Apenas meses depois, o Corinthians viria a ser rebaixado para a Série B do ano seguinte.

### Vitória
No dia 10 de abril de 2009, após muita especulação, foi finalmente confirmado como novo treinador do Vitória, que vinha sendo comandado por um técnico interino. Assumiu o time baiano nas fases finais do Campeonato Baiano e na segunda fase da Copa do Brasil. Conseguiu o título estadual vencendo três das quatro partidas que comandou e chegou às quartas-de-final da Copa, perdendo para o Vasco da Gama, eliminação que gerou muitas críticas ao treinador devido às suas "invenções", pois improvisava jogadores naturalmente de outras funções em posições diferentes. Com o problema e as críticas superadas, Carpegiani conseguiu dar seguimento ao seu trabalho no Leão e começou o Campeonato Brasileiro muito bem, se mantendo na parte de cima da tabela na maior parte do primeiro turno.
O já esperado declínio do rubro-negro começou e, com ele, as críticas ao treinador, que novamente montava suas equipes com improvisos. No dia 10 de agosto, após a perda da invencibilidade em casa e uma série de maus resultados que deixaram o time de Salvador em 10° lugar no campeonato, Carpegiani foi demitido. No comando do Vitória, o treinador conseguiu onze vitórias, seis empates e nove derrotas.

### Retorno ao Atlético Paranaense
No dia 31 de maio de 2010, foi anunciado como novo treinador do Atlético Paranaense. Porém, apenas quatro meses depois, após ter levado do time do Paraná da zona de rebaixamento à briga por uma vaga na Libertadores de 2011, foi contratado pelo São Paulo, clube que já treinara onze anos antes. Carpegiani deixou o Furacão com os seguintes números: onze vitórias, cinco empates e cinco derrotas.

### Retorno ao São Paulo
Foi apresentado oficialmente em outubro, sucedendo Sérgio Baresi, técnico dos juniores do São Paulo que estava comandando interinamente a equipe profissional. Com uma campanha irregular, Carpegiani assumiu a equipe, mudando radicalmente sua forma de atuar. Tanto com Baresi como com Ricardo Gomes, o treinador anterior, o São Paulo atuava de maneira mais defensiva. Já sob seu comando a equipe passou a apresentar um futebol com mais jogadas de ataque.
Em 2011, com a eliminação contra o Santos pelo Paulistão e pelo Avaí na Copa do Brasil, quase foi demitido, mas a falta de opção fez com que a direção do São Paulo o mantivesse para a disputa do Campeonato Brasileiro. Ainda no Tricolor, Carpegiani entrou para a história como o único técnico a conseguir cinco vitórias consecutivas no Brasileirão. No entanto, após uma sequência de três derrotas no Campeonato Brasileiro, Carpegiani deixou o São Paulo no dia 7 de julho.

### Retorno ao Vitória
Em 28 de abril de 2012, foi confirmado oficialmente o seu retorno ao Vitória após cerca de três anos. Inicialmente, a ideia era que Carpegiani assumisse o time a partir das duas partidas da final do Campeonato Baiano. Porém, alegando problemas familiares, primeiramente ele recusou a proposta. Cerca de duas semanas depois, o treinador voltou atrás da decisão, e foi finalmente apresentado no rubro-negro baiano, assumindo o comando do clube na Série B do Campeonato Brasileiro e na Copa do Brasil.
Nesta segunda passagem pelo Vitória, Carpegiani passou a usar um polêmico método de trabalho. Ao invés de comandar sua equipe à beira do gramado, como de costume, ele passou a assistir a maioria das partidas dos camarotes e tribunas dos estádios, enquanto passava instruções via rádio para os auxiliares Ricardo Silva, que há muitos anos trabalha no Vitória, e seu filho Rodrigo Carpegiani, que também passou a exercer esta função. Carpegiani só comandou o Vitória a beira do campo em duas partidas durante toda esta passagem pelo clube: a estreia, com derrota por 4 a 1 frente ao Coritiba pela Copa do Brasil, que culminou na eliminação do rubro-negro baiano, e a marcante derrota de virada por 4 a 3 contra o Goiás, após estar vencendo por 3 a 0, partida válida pela Série B.
| “                                               | Não vejo muita diferença de você não ficar na beira do campo. É só para estar ali gritando? Isso às vezes acaba tirando a concentração do jogador. Tem os prós e os contras, mas eu estou tranquilo. As ordens são passadas para o Ricardo (Silva, auxiliar técnico) e isso possivelmente vai se repetir [...] Acho que o jogo pode ser mais bem observado de cima. | ” |
| — Carpegiani, sobre seu novo método de trabalho | |   |

Mesmo sendo polêmico, na prática o método obteve bons resultados. O Vitória iniciou a disputa da Série B de forma destacada, com dez vitórias e um empate nos treze primeiros jogos, somando mais pontos do que o que havia conseguido em todo o primeiro turno de 2011, além de manter-se invicto nos jogos realizados no Barradão. No segundo turno, porém, Carpegiani viu sua equipe sofrer uma acentuada queda no desempenho, deixando escapar a liderança após perder e principalmente empatar jogos que pareciam fáceis. Aliado a isso, surgiram especulações de que o treinador havia discutido e criado inimizades dentro do elenco rubro-negro, e que isso teria influenciado nos resultados em campo.
Em 21 de outubro, dia seguinte à derrota por 2 a 0 para o Atlético Paranaense em pleno Barradão e com um jogador a mais em campo, Carpegiani optou por reunir-se com a diretoria do clube baiano e pedir demissão do cargo. Após cinco meses no Vitória, em meio a polêmicas sobre o novo método de comandar o time a distância e especulações de rixa com o elenco, o treinador comandou a equipe em 32 jogos, obteve 19 vitórias, sete empates e seis derrotas. Esteve na liderança da Série B por 11 rodadas, mas após os maus resultados deixou o time na 3ª colocação do campeonato, com 63 pontos em 31 jogos.

### Ponte Preta
No dia 15 de junho de 2013, foi anunciado como novo técnico da Ponte Preta, substituindo Guto Ferreira na equipe de Campinas. No entanto, pediu demissão no dia 24 de agosto, após derrota para o Cruzeiro no Estádio Moisés Lucarelli, válida pelo Campeonato Brasileiro.

### Retorno ao Coritiba
No dia 5 de agosto de 2016, Paulo César Carpegiani acertou com o Coritiba com missão de tirar o Coxa do Z-4. Em 27 de fevereiro de 2017, foi demitido após a eliminação precoce do time na Copa do Brasil.

### Bahia
Em 5 de outubro de 2017, foi confirmado como novo treinador do Bahia. Então com 68 anos, Carpegiani mostrou que estava longe da decadência; após chegar ao tricolor, o técnico fez com que o clube saísse do Z-4, entrasse no G-7 e lutasse por uma vaga na Libertadores. A equipe, porém, terminou o Campeonato Brasileiro na 12° posição, garantindo assim uma vaga na Copa Sul-Americana de 2018.

### Terceira passagem pelo Flamengo
No dia 8 de janeiro de 2018, retornou ao Flamengo para substituir Reinaldo Rueda, que havia sido anunciado pela Seleção Chilena. O treinador reestreou pelo rubro-negro no dia 17 de janeiro, na vitória por 2 a 0 contra o Volta Redonda, fora de casa, válida pelo Campeonato Carioca.
Já no dia 29 de março, depois de uma derrota para o Botafogo e da eliminação no Campeonato Carioca, Carpegiani foi demitido após três meses de trabalho. No total nesta terceira passagem, comandou a equipe em 17 partidas, com 11 vitórias, três empates e três derrotas.

## Estatísticas como jogador

### Clubes
| Clube             | Temporada         | Campeonato nacional | Campeonato nacional | Campeonato nacional | Copa nacional[a] | Copa nacional[a] | Copa nacional[a] | Competições continentais[b] | Competições continentais[b] | Competições continentais[b] | Outros torneios[c] | Outros torneios[c] | Outros torneios[c] | Total | Total | Total   |
| Clube             | Temporada         | Jogos               | Gols                | Assist.             | Jogos            | Gols             | Assist.          | Jogos                       | Gols                        | Assist.                     | Jogos              | Gols               | Assist.            | Jogos | Gols  | Assist. |
| ----------------- | ----------------- | ------------------- | ------------------- | ------------------- | ---------------- | ---------------- | ---------------- | --------------------------- | --------------------------- | --------------------------- | ------------------ | ------------------ | ------------------ | ----- | ----- | ------- |
| Internacional     | 1969              | 0                   | 0                   | 0                   | —                | —                | —                | —                           | —                           | —                           | 0                  | 0                  | 0                  | 0     | 0     | 0       |
| Internacional     | 1970              | 0                   | 0                   | 0                   | —                | —                | —                | —                           | —                           | —                           | 0                  | 0                  | 0                  | 0     | 0     | 0       |
| Internacional     | 1971              | 0                   | 0                   | 0                   | —                | —                | —                | —                           | —                           | —                           | 0                  | 0                  | 0                  | 0     | 0     | 0       |
| Internacional     | 1972              | 0                   | 0                   | 0                   | —                | —                | —                | —                           | —                           | —                           | 0                  | 0                  | 0                  | 0     | 0     | 0       |
| Internacional     | 1973              | 0                   | 0                   | 0                   | —                | —                | —                | —                           | —                           | —                           | 0                  | 0                  | 0                  | 0     | 0     | 0       |
| Internacional     | 1974              | 0                   | 0                   | 0                   | —                | —                | —                | —                           | —                           | —                           | 0                  | 0                  | 0                  | 0     | 0     | 0       |
| Internacional     | 1975              | 0                   | 0                   | 0                   | —                | —                | —                | —                           | —                           | —                           | 0                  | 0                  | 0                  | 0     | 0     | 0       |
| Internacional     | 1976              | 0                   | 0                   | 0                   | —                | —                | —                | 0                           | 0                           | 0                           | 0                  | 0                  | 0                  | 0     | 0     | 0       |
| Internacional     | 1977              | 0                   | 0                   | 0                   | —                | —                | —                | 0                           | 0                           | 0                           | 0                  | 0                  | 0                  | 0     | 0     | 0       |
| Internacional     | Total             | 0                   | 0                   | 0                   | 0                | 0                | 0                | 0                           | 0                           | 0                           | 0                  | 0                  | 0                  | 0     | 0     | 0       |
| Flamengo          | 1977              | 0                   | 0                   | 0                   | —                | —                | —                | —                           | —                           | —                           | 0                  | 0                  | 0                  | 41    | 5     | 0       |
| Flamengo          | 1978              | 0                   | 0                   | 0                   | —                | —                | —                | —                           | —                           | —                           | 0                  | 0                  | 0                  | 67    | 2     | 0       |
| Flamengo          | 1979              | 0                   | 0                   | 0                   | —                | —                | —                | —                           | —                           | —                           | 0                  | 0                  | 0                  | 53    | 4     | 0       |
| Flamengo          | 1980              | 0                   | 0                   | 0                   | —                | —                | —                | —                           | —                           | —                           | 0                  | 0                  | 0                  | 43    | 1     | 0       |
| Flamengo          | 1981              | 9                   | 0                   | 0                   | —                | —                | —                | —                           | —                           | —                           | 9                  | 0                  | 0                  | 18    | 0     | 0       |
| Flamengo          | 1982              | —                   | —                   | —                   | —                | —                | —                | —                           | —                           | —                           | 1                  | 0                  | 0                  | 1     | 0     | 0       |
| Flamengo          | Total             | 0                   | 0                   | 0                   | 0                | 0                | 0                | 0                           | 0                           | 0                           | 0                  | 0                  | 0                  | 223   | 12    | 0       |
| Total na carreira | Total na carreira | 0                   | 0                   | 0                   | 0                | 0                | 0                | 0                           | 0                           | 0                           | 0                  | 0                  | 0                  | 223   | 12    | 0       |

- a. ^ Jogos da Copa do Brasil
- b. ^ Jogos da Copa Libertadores da América
- c. ^ Jogos do Campeonato Gaúcho, Campeonato Carioca e Amistosos

|          | Data                   | Local                                       | Resultado | Adversário      | Gols | Assist. | Competição |
| -------- | ---------------------- | ------------------------------------------- | --------- | --------------- | ---- | ------- | ---------- |
| Flamengo |                        |                                             |           |                 |      |         |            |
| 222.     | 15 de setembro de 1981 | Maracanã, Rio de Janeiro, Brasil            | 2–0       | Boca Juniors    | 0    | 0       | Amistoso   |
| 223.     | 28 de setembro de 1982 | Giants Stadium, Nova Jérsia, Estados Unidos | 3–3       | New York Cosmos | 0    | 0       | Amistoso   |

### Seleção Brasileira
Abaixo estão listados todos jogos e gols do futebolista pela Seleção Brasileira. Abaixo da tabela, clique em expandir para ver a lista detalhada dos jogos de acordo com a categoria selecionada.
Seleção principal
| Ano   |       |      |         |       |
| Ano   | Jogos | Gols | Assist. | Média |
| ----- | ----- | ---- | ------- | ----- |
| 1974  | 12    | 0    | 0       | 0     |
| 1979  | 5     | 0    | 0       | 0     |
| Total | 17    | 0    | 0       | 0     |

|     | Data                 | Local                                        | Resultado | Adversário        | Gols | Assist. | Competição                 |
| --- | -------------------- | -------------------------------------------- | --------- | ----------------- | ---- | ------- | -------------------------- |
| 1.  | 31 de março de 1974  | Maracanã, Rio de Janeiro, Brasil             | 1–1       | México            | 0    | 0       | Amistoso                   |
| 2.  | 7 de abril de 1974   | Maracanã, Rio de Janeiro, Brasil             | 1–0       | Tchecoslováquia   | 0    | 0       | Amistoso                   |
| 3.  | 21 de abril de 1974  | Hélio Prates da Silveira, Brasília, Brasil   | 4–0       | Haiti             | 0    | 0       | Amistoso                   |
| 4.  | 28 de abril de 1974  | Maracanã, Rio de Janeiro, Brasil             | 0–0       | Grécia            | 0    | 0       | Amistoso                   |
| 5.  | 1 de maio de 1974    | Maracanã, Rio de Janeiro, Brasil             | 0–0       | Austrália         | 0    | 0       | Amistoso                   |
| 6.  | 3 de junho de 1974   | St. Jakob-Park, Basileia, Suíça              | 5–2       | Basel             | 0    | 0       | Amistoso                   |
| 7.  | 18 de junho de 1974  | Waldstadion, Frankfurt, Alemanha             | 0–0       | Escócia           | 0    | 0       | Copa do Mundo FIFA de 1974 |
| 8.  | 22 de junho de 1974  | Parkstadion, Gelsenkirchen, Alemanha         | 3–0       | Zaire             | 0    | 0       | Copa do Mundo FIFA de 1974 |
| 9.  | 26 de junho de 1974  | Niedersachsenstadion, Hanôver, Alemanha      | 1–0       | Alemanha Oriental | 0    | 0       | Copa do Mundo FIFA de 1974 |
| 10. | 22 de junho de 1974  | Niedersachsenstadion, Hanôver, Alemanha      | 2–1       | Argentina         | 0    | 0       | Copa do Mundo FIFA de 1974 |
| 11. | 22 de junho de 1974  | Niedersachsenstadion, Hanôver, Alemanha      | 0–2       | Países Baixos     | 0    | 0       | Copa do Mundo FIFA de 1974 |
| 12. | 22 de junho de 1974  | Niedersachsenstadion, Hanôver, Alemanha      | 0–1       | Polónia           | 0    | 0       | Copa do Mundo FIFA de 1974 |
| 13. | 17 de maio de 1979   | Maracanã, Rio de Janeiro, Brasil             | 6–0       | Paraguai          | 0    | 0       | Amistoso                   |
| 14. | 26 de julho de 1979  | Hernando Siles, La Paz, Bolívia              | 1–2       | Bolívia           | 0    | 0       | Copa América de 1979       |
| 15. | 2 de agosto de 1979  | Maracanã, Rio de Janeiro, Brasil             | 2–1       | Argentina         | 0    | 0       | Copa América de 1979       |
| 16. | 23 de agosto de 1979 | Monumental de Núñez, Buenos Aires, Argentina | 2–2       | Bolívia           | 0    | 0       | Copa América de 1979       |
| 17. | 17 de maio de 1979   | Maracanã, Rio de Janeiro, Brasil             | 2–2       | Paraguai          | 0    | 0       | Copa América de 1979       |

## Estatísticas como treinador
Atualizadas até 14 de outubro de 2018.
| Equipe              | Jogos | Vitórias | Empates | Derrotas | Aproveitamento |
| ------------------- | ----- | -------- | ------- | -------- | -------------- |
| Flamengo            | 155   | 94       | 34      | 27       | 67.96%         |
| Coritiba            | 126   | 60       | 38      | 28       | 57.67%         |
| São Paulo           | 114   | 70       | 13      | 31       | 65.2%          |
| Vitória             | 69    | 34       | 14      | 21       | 56.04%         |
| Corinthians         | 23    | 6        | 9       | 8        | 39.13%         |
| Atlético Paranaense | 21    | 11       | 5       | 5        | 60.32%         |
| Bahia               | 12    | 5        | 4       | 3        | 52.78%         |
| Ponte Preta         | 12    | 4        | 3       | 5        | 41.67%         |
| Palmeiras           | 12    | 3        | 6       | 3        | 41.67%         |
| Cruzeiro            | 10    | 3        | 3       | 4        | 40%            |
| Seleção Paraguaia   | 36    | 14       | 11      | 11       | 49.07%         |
| Seleção Kuwaitiana  | 2     | 1        | 0       | 1        | 50%            |
| Total               | 579   | 303      | 135     | 141      | 60.1%          |

## Títulos como jogador
Internacional
- Campeonato Gaúcho: 1970, 1971, 1972, 1973, 1974, 1975 e 1976
- Campeonato Brasileiro: 1975 e 1976

Flamengo
- Campeonato Carioca: 1978, 1979 e 1979¹
- Campeonato Brasileiro: 1980

¹Neste ano a Federação Carioca organizou dois campeonatos de caráter oficial.
Seleção Brasileira
- Superclássico das Américas: 1976
- Copa Rio Branco: 1976
- Taça Oswaldo Cruz: 1976
- Taça do Atlântico: 1976
- Torneio Bicentenário dos Estados Unidos: 1976
- Troféu Coroa Príncipe: 1978

### Prêmios individuais
- Bola de Prata: 1975[37]

## Títulos como treinador
Flamengo
- Copa Intercontinental: 1981
- Copa Libertadores da América: 1981
- Campeonato Brasileiro: 1982
- Campeonato Carioca: 1981

Al Nassr
- Segunda Divisão Saudita: 1984

Cerro Porteño
- Campeonato Paraguaio: 1992 e 1994

Vitória
- Campeonato Baiano: 2009[38]